# Iseo TI
| TI ist das Kürzel für den Kanton Tessin in der Schweiz. Es wird verwendet, um Verwechslungen mit anderen Einträgen des Namens Iseo zu vermeiden. |

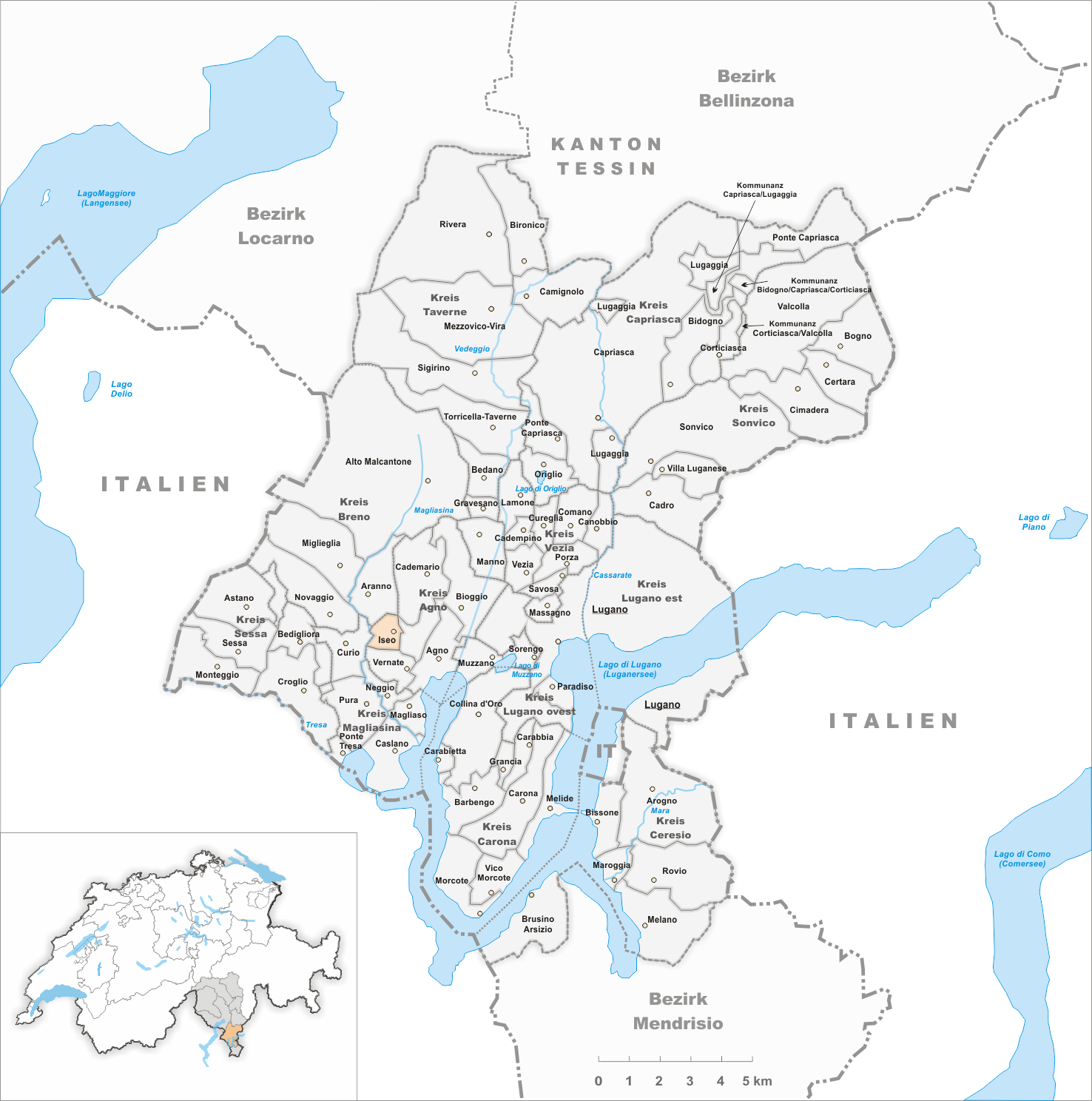
Gemeindestand vor der Fusion am 19. April 2008

Iseo ist eine Ortschaft in der Gemeinde Bioggio, Kanton Tessin. Bis 2008 bildete sie eine selbstständige politische Gemeinde.

## Geographie
Der Weiler liegt auf 687 m ü. M. nördlich des Berges Santa Maria am Westhang des das Val Magliasina vom Vedeggiotal trennenden Kammes und 5 km westlich (Luftlinie) vom Bahnhof Lugano der Schweizerischen Bundesbahnen.

## Geschichte
Urkundlich erstmals erwähnt wurde das Dorf als Ysé im Jahr 1335. Im Spätmittelalter gehörte das Dorf zusammen mit Cimo, Aranno und später auch Miglieglia zum concilium (Nachbarschaft) von Santa Maria Juvenia.

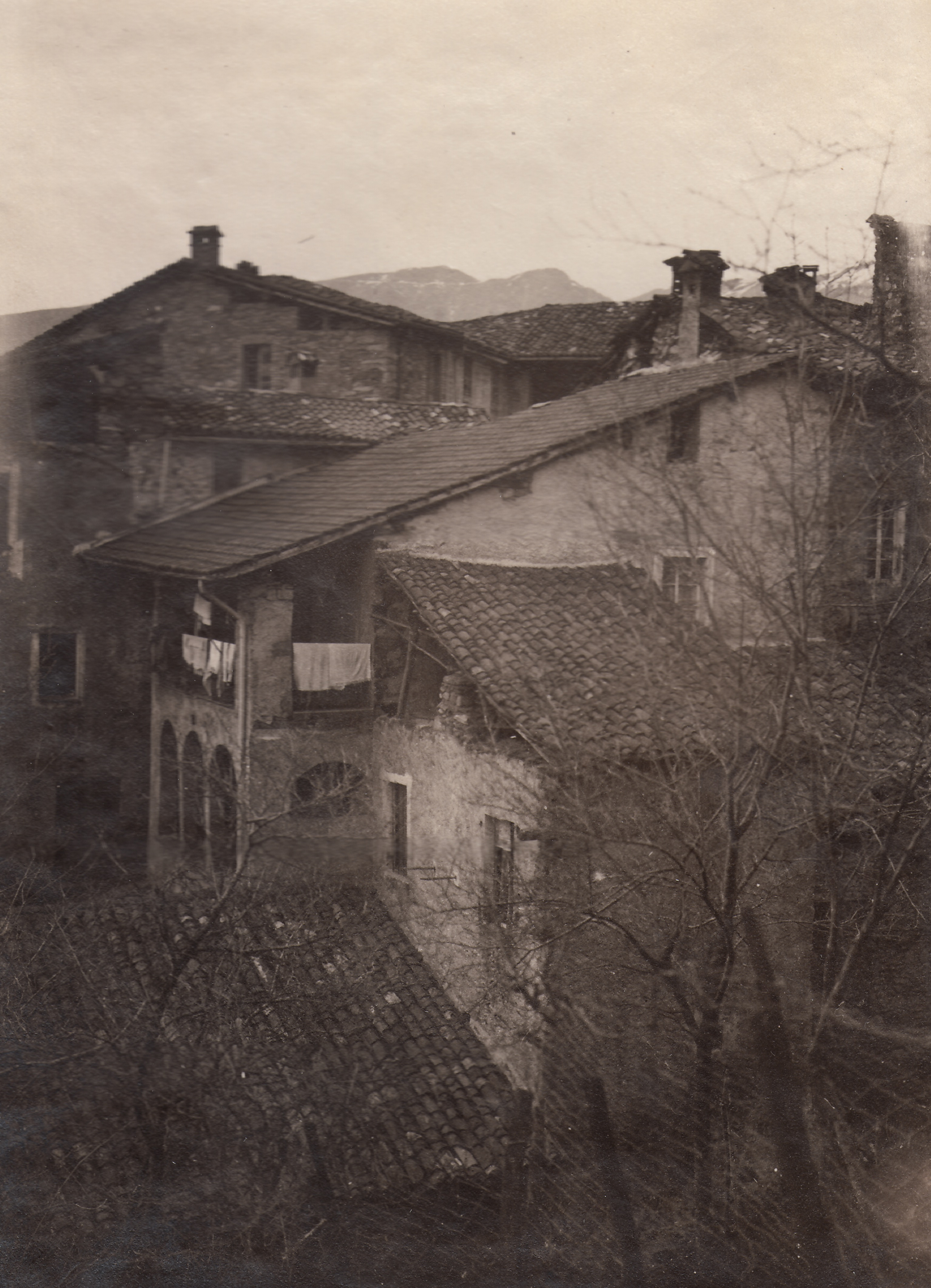
Iseo 16. April 1919

Werner Friedli (Fotograf): Iseo, historisches Luftbild (1966)

Auf den 20. April 2008 wurde die Gemeinde Iseo in die Gemeinde Bioggio integriert. Auf den 10. Dezember 2014 schlossen sich die Bürgergemeinden von Aranno, Cimo und Iseo zusammen.

## Bevölkerung
Einwohnerzahlen: Volkszählungsdaten

## Sehenswürdigkeiten
Das Dorfbild ist im Inventar der schützenswerten Ortsbilder der Schweiz (ISOS) als schützenswertes Ortsbild der Schweiz von nationaler Bedeutung eingestuft.
- Oratorium San Rocco[7]
- Pfarrkirche Santa Maria Juvenia, erwähnt 1378[7]

## Persönlichkeiten
- Bartolomeo Boffa (* um 1480 in Iseo; † nach 25. September 1528 ebenda), Baumeister in der Toskana[8]
- Giovanni Cantoni (* um 1460 in Biegno; † vor 10. April 1522 in Iseo), Baumeister[9]
- Andrea, Giovanni und Domenico Cantoni (* um 1485 in Biegno; † nach 1545 in Iseo), Baumeister in Livorno, wohnten in Iseo[10][11]
- Raffaele (Raffaello) Monti (* 1818 in Iseo; † 16. Oktober 1881 in London), Sohn und Schüler von Gaetano Monti, studierte an der Accademia di Belle Arti di Brera in Mailand, Bildhauer und Kunstschriftsteller[12][13]